# آثينا ليفانوس
آثينا ماري ليفانوس (باليونانية: Τίνα Λιβανού)‏ سيدة مجتمع يونانية (ولدت في لندن يوم 19 مارس من العام 1929) هي ابنة لقطب النقل البحري اليوناني ستافروس ليفانوس ونالت شهرتها كونها الزوجة الأولى للمليونير اليوناني أرسطو أوناسيس.